# Jeddah Tower
La Jeddah Tower o Torre Yeda, llamada Kingdom Tower (en árabe: برج المملكة‎ Burŷ al-Mamlaka), es un rascacielos en construcción ubicado en Yeda, Arabia Saudita. El proyecto se anunció el 2 de agosto de 2011 y está dirigido por el arquitecto estadounidense Adrian Smith —quien también diseñó el Burj Khalifa, el  actual rascacielos más alto del mundo—. Las obras se llegaron a paralizar un tiempo hasta su reanudación en 2023, se dice que terminará de construirse en 2028 o en 2029, hoy en día es el rascacielos más alto en construcción.
En un principio la construcción se proyectó en 1500 metros de altura, pero en mayo de 2008 los datos arrojados por los estudios del suelo revelaron que no sería posible, por lo que se redujo a 1000 metros. Será de planta triangular, con el objetivo de soportar mejor las fuerzas ejercidas por los vientos. La preparación del terreno se inició en enero de 2012, mientras que su construcción comenzó el 25 de junio de 2013.

## Datos
La Torre Yeda ocupará un área de 243 866 m² y tendrá dentro un hotel Four Seasons y un área de departamentos de la misma empresa, espacios de oficina, apartamento de lujo y además la plataforma de observación más alta del mundo. Esta edificación contará con 58 ascensores que viajarán a una velocidad de 10 m/s y 12 escaleras mecánicas distribuidas por toda la torre. De acuerdo a los cálculos, solo se tardará un minuto y cuarenta segundos en llegar al último nivel.

## Línea de tiempo
En mayo de 2008, las pruebas del suelo arrojaron dudas sobre si el lugar donde estaba propuesta podría soportar un rascacielos de 1 600 metros. Finalmente informaron que el proyecto había sido reducido hasta los 1 000 m. Posteriormente se propuso un proyecto diseñado por el arquitecto Pickard Chilton y con la ayuda de Omrania & Associates que iba a tener una altura de entre 1 000 y 1 050 metros. El rascacielos iba a ser muy parecido a la Mile-High Tower. En el año 2011 el diseño de Pickard Chilton fue reemplazado por el de Adrian Smith.
Informes en el año 2009 sugirieron que el proyecto había quedado en suspenso debido a la crisis económica mundial y que Bechtel (la antigua empresa de ingeniería) estaba "en el proceso de poner fin a su participación en el proyecto". Kingdom Holding Company rápidamente criticó los informes de prensa, insistiendo en que el proyecto no había sido dejado de lado.
En marzo de 2010, Adrian Smith, de Adrian Smith + Gordon Gill Architecture, fue seleccionado como el arquitecto preliminar. Además del edificio Burj Khalifa, Adrian Smith había diseñado una serie de grandes rascacielos; Nanjing Greenland Financial Center en Nanjing (China), el Trump International Hotel and Tower en Chicago (Estados Unidos), y la Torre Jin Mao en Shanghái (China).
En octubre, los propietarios (Kingdom Holding Company) firmaron un acuerdo de desarrollo con Emaar Properties. La altura final del edificio era cuestionable, pero estaba en la lista todavía para ser más de un kilómetro. Kingdom Holding Company dijo que la construcción avanzaba.
En marzo y abril de 2011, varias agencias de noticias informaron que el diseño de la torre “Mile-High Tower” había sido aprobado y que el edificio costaría casi 30 000 millones de dólares (112 500 millones de riyales sauditas). Este diseño iba a ser considerablemente más grande que el diseño actual, con una superficie de 3 530 316 m². Surgieron muchos rumores acerca de los diseños del rascacielos, como que sería tan alto que la parte superior se congelaría en la noche, se utilizarían helicópteros para la construcción, los paracaídas serían parte del plan de escape en caso de incendio, y que un viaje en ascensor hasta la cima tomaría 12 minutos en un ascensor típico y cinco minutos en un ascensor de alta velocidad.
A principios de agosto, el Grupo Saudi Binladin fue elegido como el principal contratista de construcción con la firma de un contrato 4 600 millones de riyales sauditas (1 230 millones de dólares), menos de lo que costó construir el Burj Khalifa (1 500 millones de dólares). El 2 de agosto se informó que el proyecto iba a ser de 1 000 m (3 281 ft) de altura con una superficie de 530 000 m² y que tomaría 63 meses para la construcción (5 años y 3 meses).
La preparación del terreno se inició en enero de 2012. Además, por primera vez, los arquitectos Gordon Gill y Adrian Smith anunciaron oficialmente su participación en el proyecto.
El 22 de septiembre se finalizó la financiación del rascacielos. Después de 20 meses de convencer a los inversores, la financiación estaba finalmente lista para el proyecto de Kingdom Tower. Talal Al Maiman, director general de Kingdom Real Estate Development Co., dijo en una entrevista en Shanghái que todos los detalles sobre el financiamiento fueron discutidos con los inversores y que el proyecto podía seguir adelante ya que no existían obstáculos financieros. "Tenemos todos los inversores, todo el financiamiento, todo el dinero que necesitamos.", dijo Talal Al Maiman.
En octubre la empresa alemana Bauer, con un contrato de 25 millones de euros, construyó 270 pilotes de 1,5 - 1,8 metros de diámetro y de una profundidad de 110 metros. Se emplearon dos plataformas de pilotes BG28 y dos plataformas de pilotes BG40. En el comunicado de prensa oficial de Bauer se mencionó que la torre contaría con 1 001 metros.
El 21 de febrero de 2013, la Jeddah Economic Company (JEC) anunció que la conjunta entre EC Harris y Mace ganó el contrato de gestión del proyecto para el edificio Kingdom Tower.
El CEO de JEC, Waleed Abduljaleel Batterjee, dijo que la razón por la que Mace fuese contratado es para utilizar el mismo equipo que trabajó en el The Shard de Londres. Por otro lado, EC Harris tenía una larga lista de proyectos en la región, incluyendo el Grand Millenium Al-Wahda Hotel, de Abu Dhabi.
El día 2 de mayo, se anunció que la compañía nacional de agua de Arabia Saudita había firmado un contrato por valor de 587 millones de dólares (2 200 millones de riyales sauditas) para suministrar agua para la Jeddah Economic Company. Los detalles del acuerdo se hicieron públicos por la Agencia de Prensa Saudita. De acuerdo con el contrato firmado, la Compañía Nacional de Agua suministrará 156 000 metros cúbicos de agua al día durante 25 años.
La torre empezó su elevación el 27 de junio de 2014, lo que sería el comienzo oficial de su construcción.
A finales de 2015, el nombre del edificio cambió de Kingdom Tower a Jeddah Tower, en referencia a la ciudad en la que se ubica. 
Hacia junio de 2016 se llevaban construidas 42 de las 170 plantas. En junio de 2017 se habían levantado 67 de las 170 plantas.
En abril de 2018 la construcción quedó paralizada por "supuestos problemas" en la economía de Arabia Saudita.[cita requerida]
En septiembre de 2023, el Middle East Economic Digest (MEED) informó que la Ciudad Económica de Jeddah había reiniciado el proyecto y se había emitido una solicitud de propuestas para un contrato para completar la construcción de la torre. A catorce contratistas de construcción de la región, Europa y China se les había dado tres meses para preparar sus ofertas. En mayo de 2024, los arquitectos confirmaron que la construcción se reanudó y se estimó que su finalización se realizaría en cuatro o cinco años, por lo que la fecha de finalización estimada es en 2028 o 2029. La construcción se reanudó oficialmente en enero de 2025.

## Construcción

### Cimientos
Los cimientos son de dos tipos, uno de pilotes de hormigón de 0,75 metros de radio (forma circular) y de 45 metros de profundidad, y los otros pilotes de 2,8 metros de largo y 1,2 metros de ancho (forma rectangular) y de 85 a 120 metros de profundidad. Con estos cimientos iguala a las Torres Petronas de Kuala Lumpur (Malasia).

## Galería

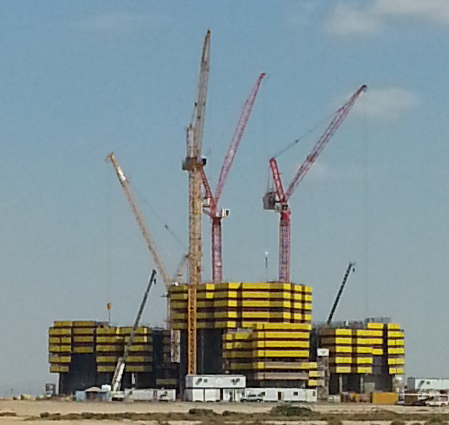
10 de Enero de 2015 (12 plantas)
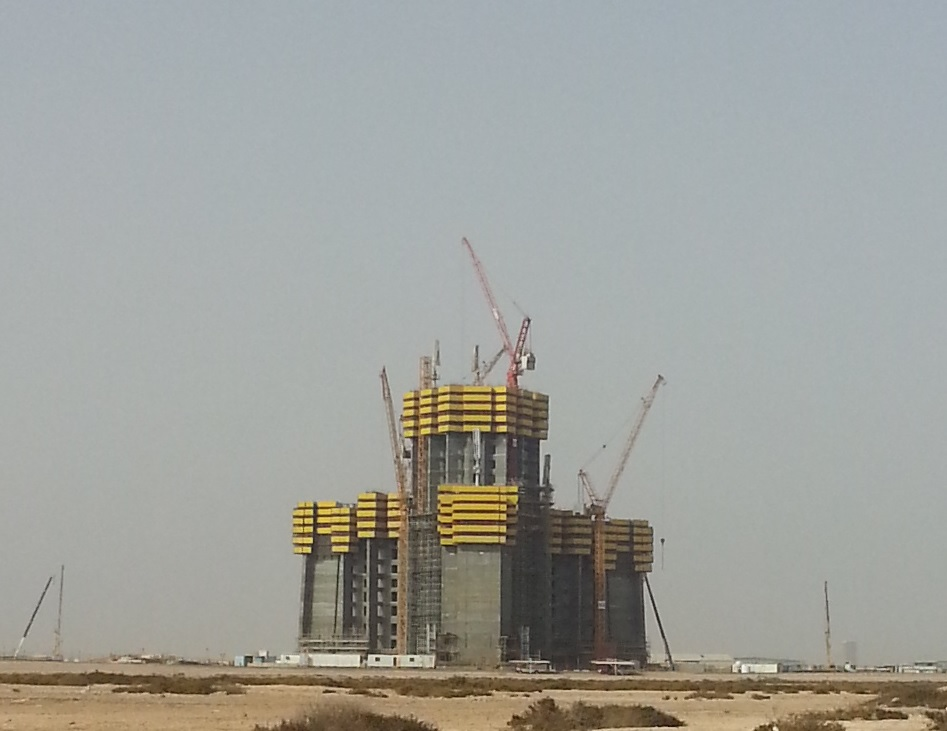
7 de Junio de 2015 (23 plantas)
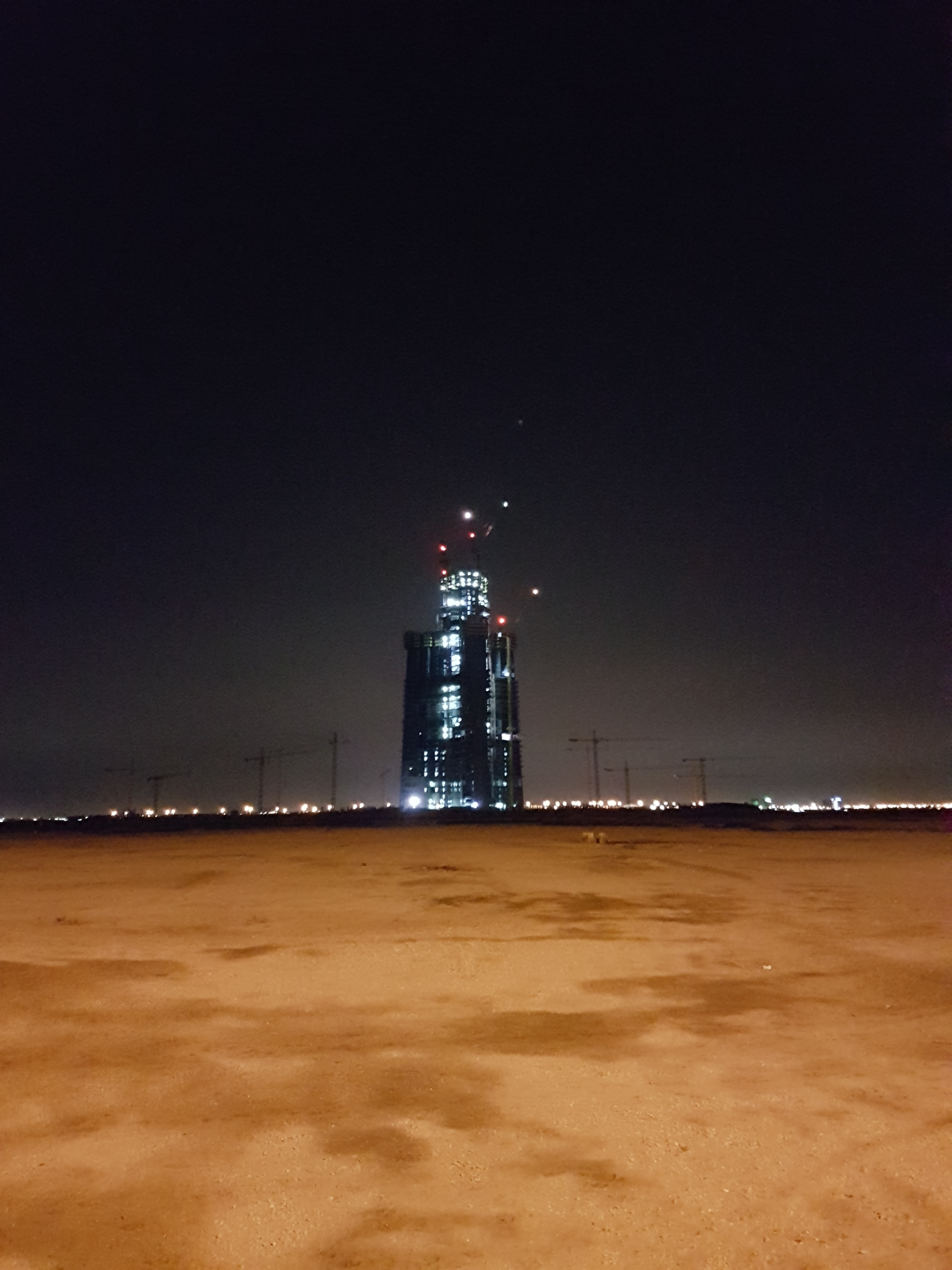
7 de Julio de 2016 (44 plantas)
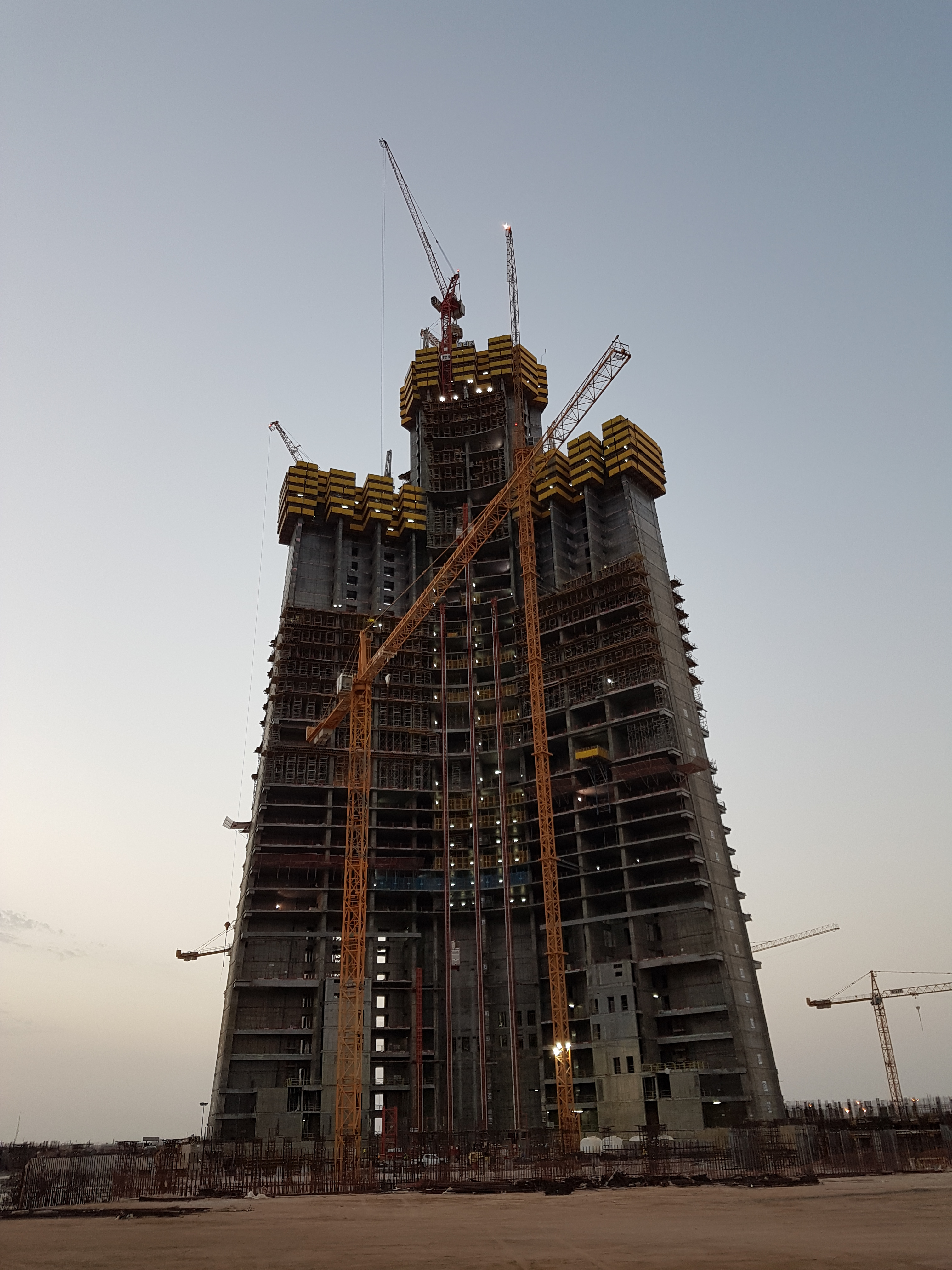
12 de Julio de 2016 (46 plantas)
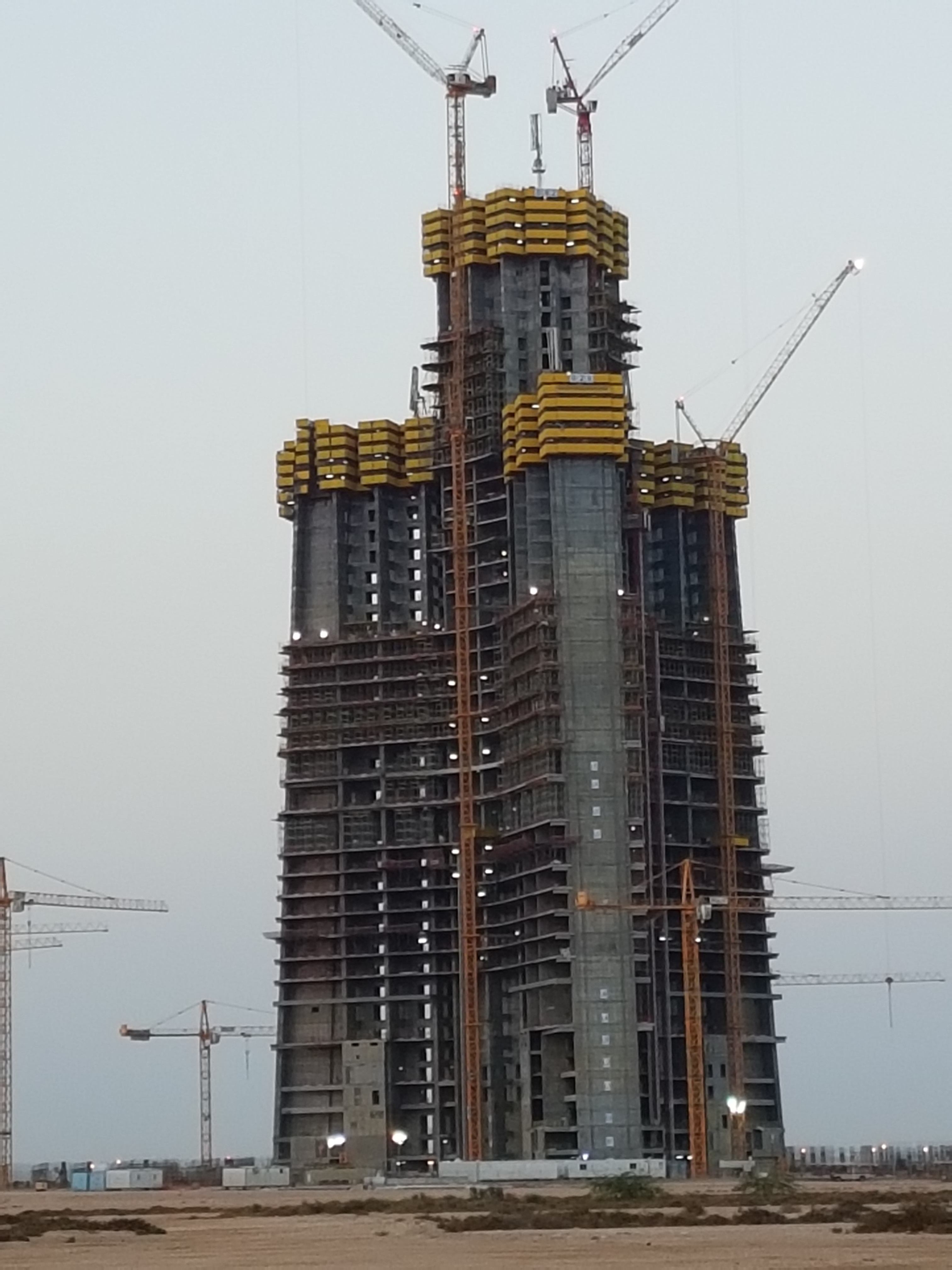
12 de Julio de 2016 (46 plantas)
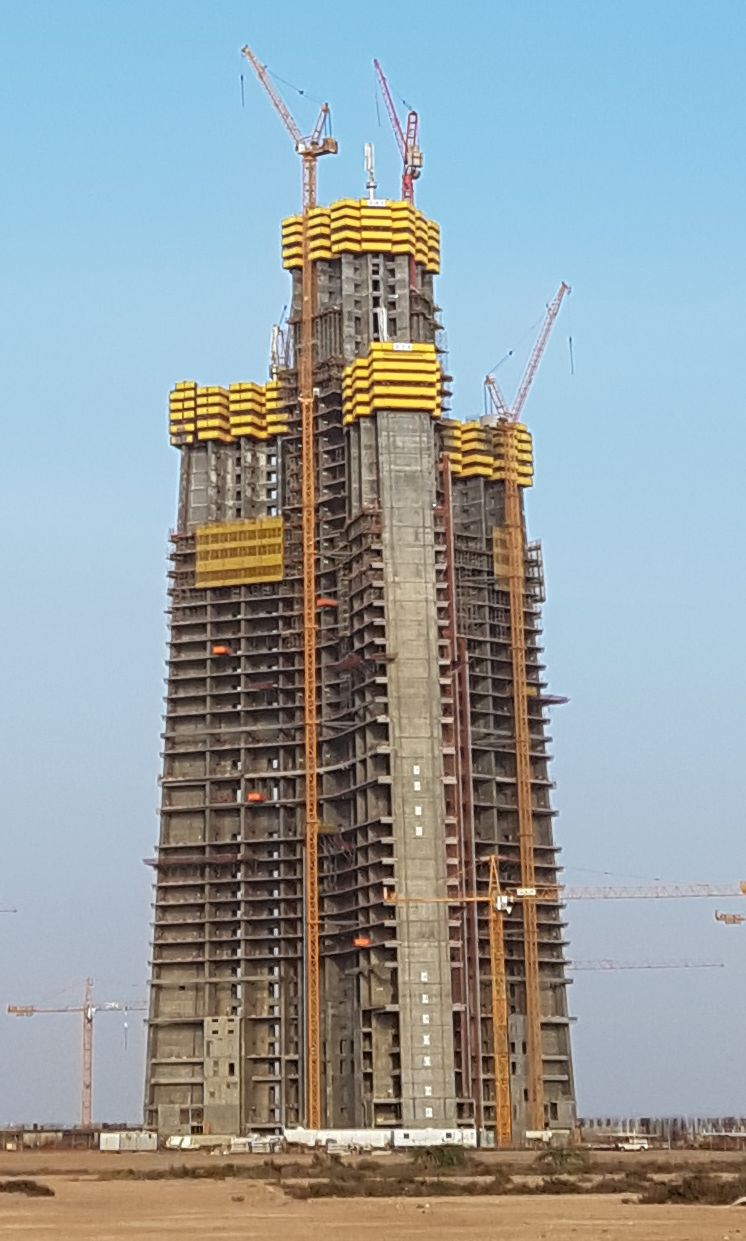
2 de Diciembre de 2016 (47 plantas)
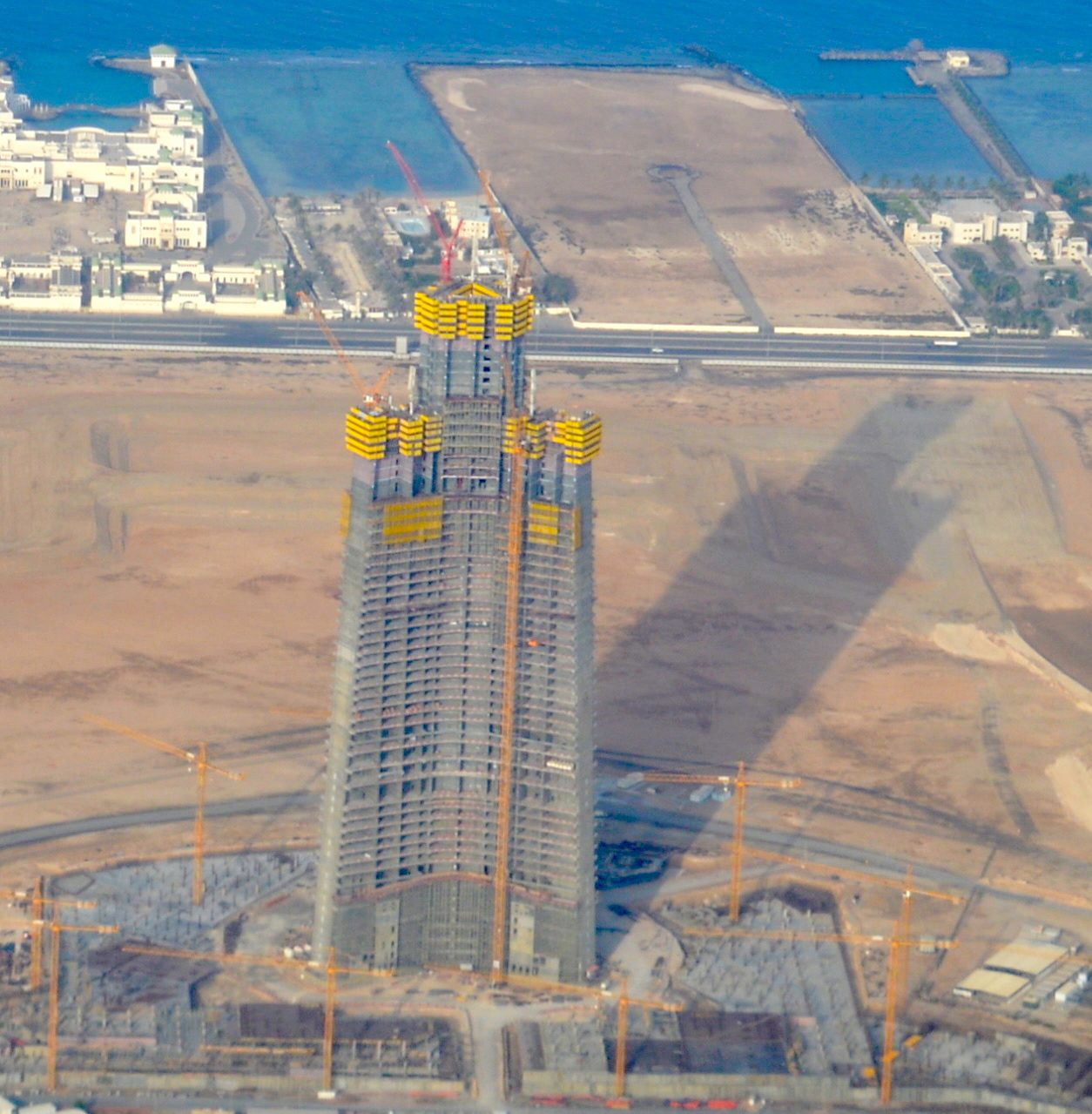
12 de Julio de 2017 (50 plantas)
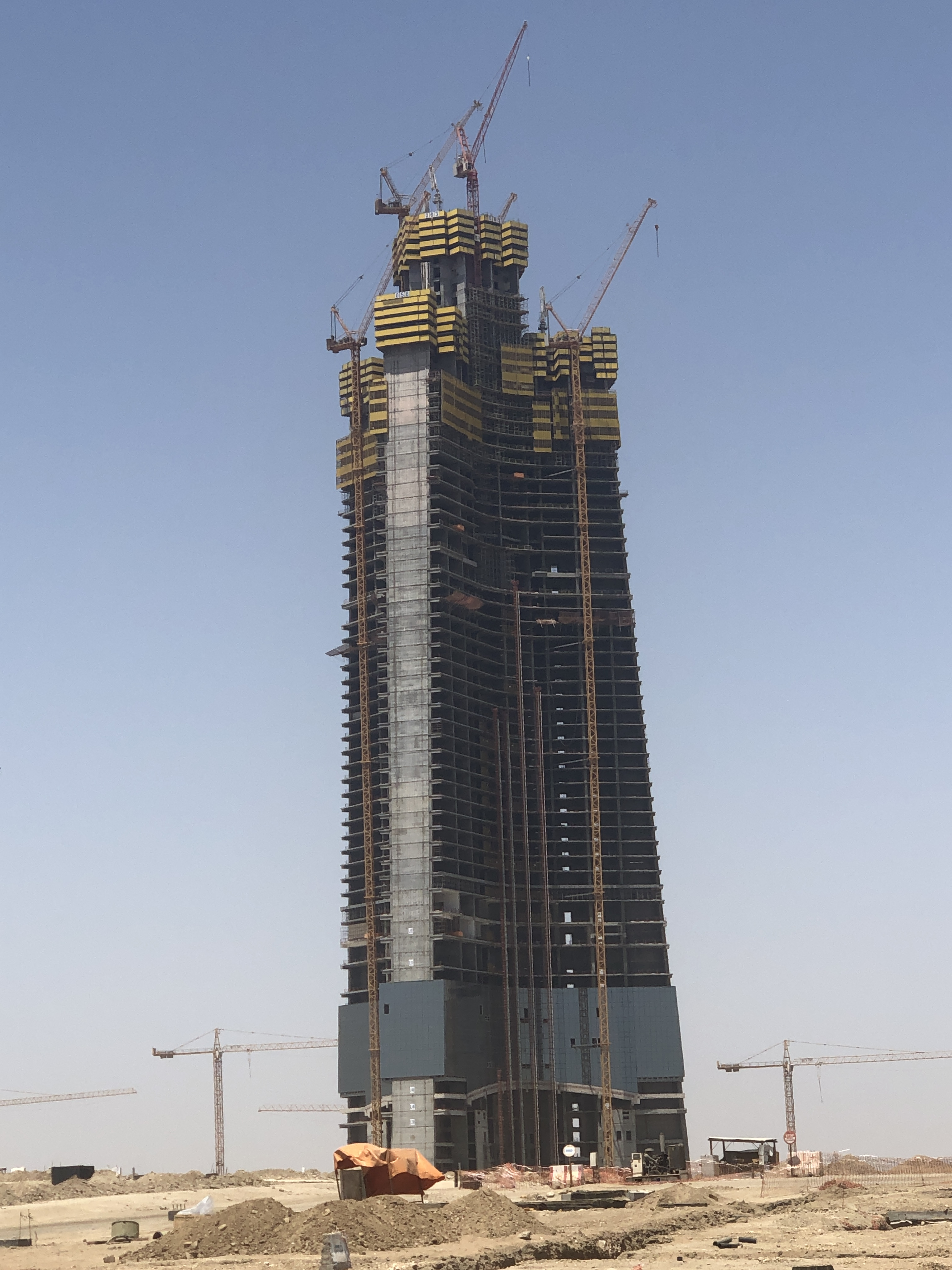
16 de Agosto de 2019 (65 plantas)
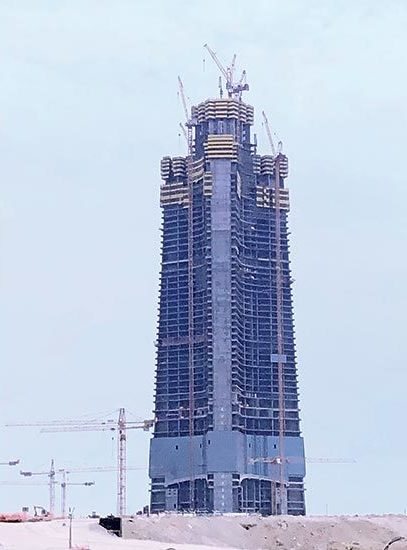
10 de Noviembre de 2019 (65 plantas)
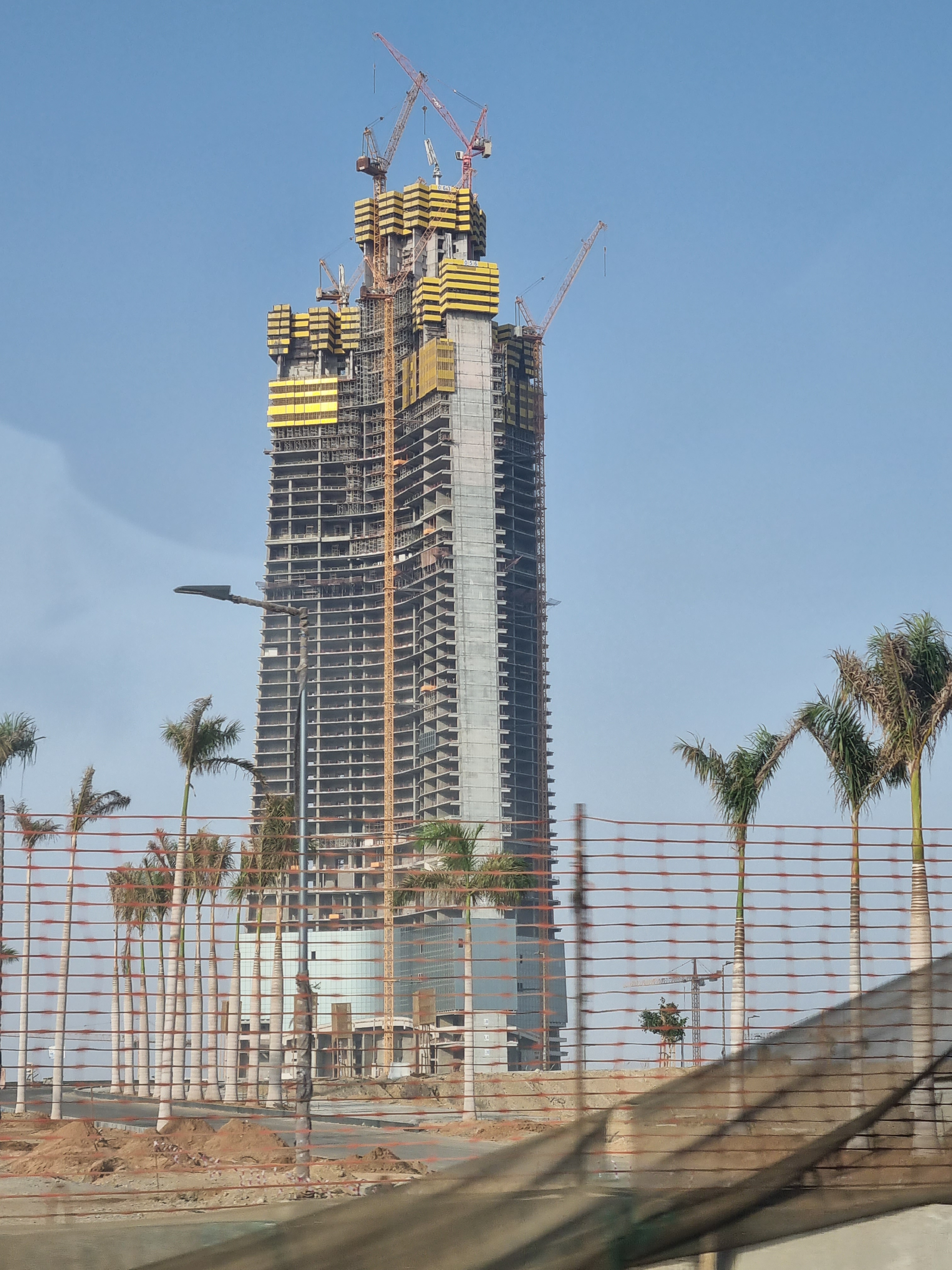
28 de Mayo de 2021 (65 plantas)
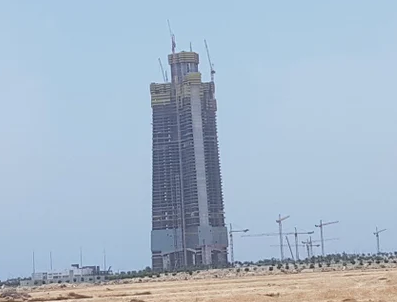
28 de Abril de 2025 (70 plantas)
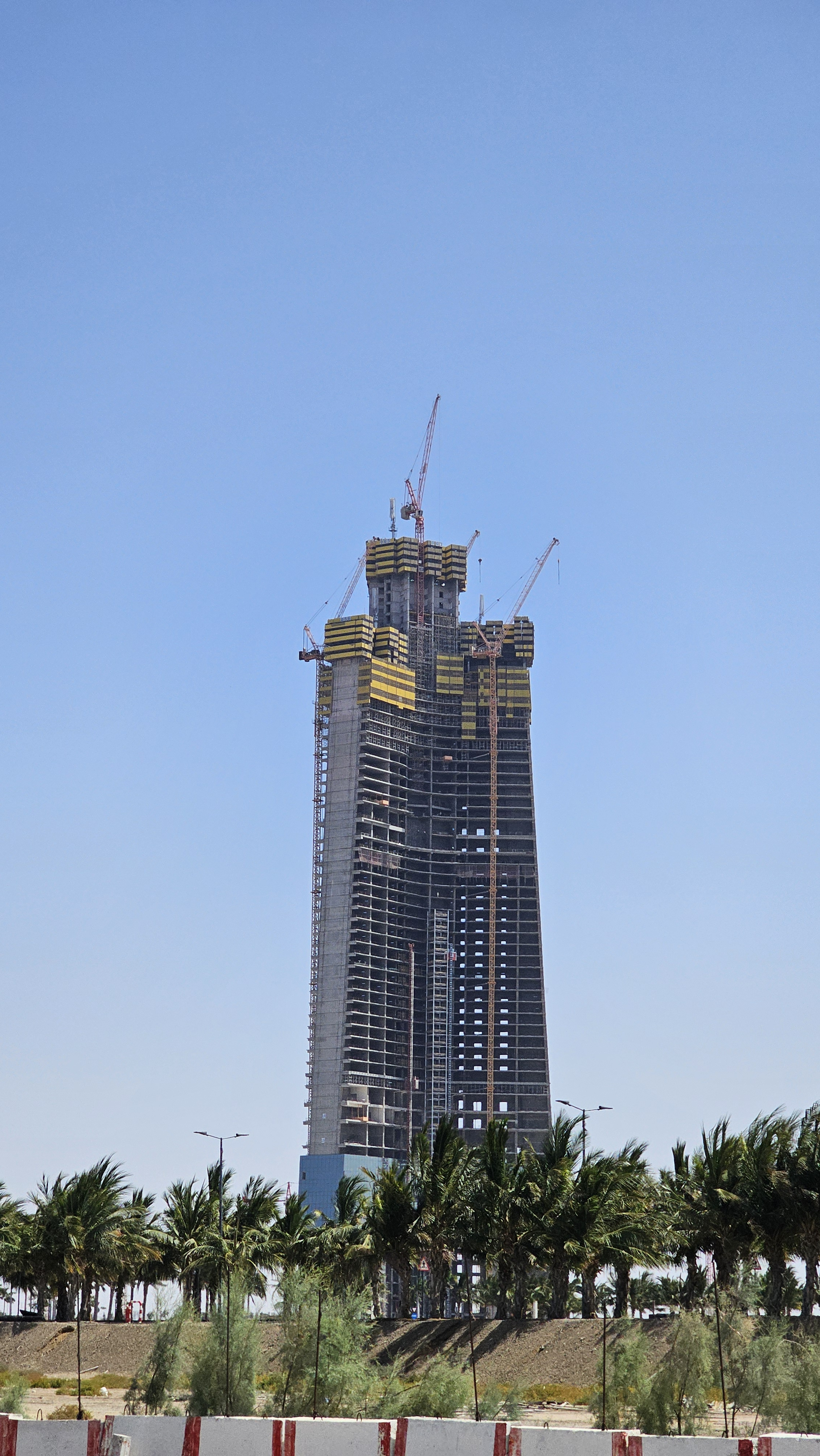
6 de Mayo de 2025 (70 plantas)
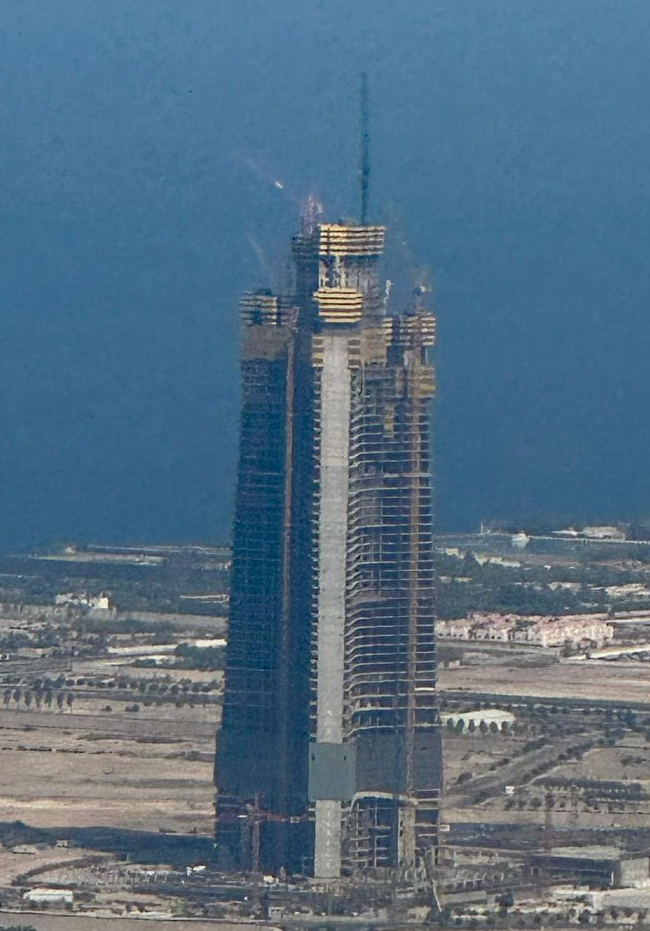
22 de Junio de 2025 (74 plantas)
7 de Julio de 2025 (75 Plantas)